# 대림 시티 시리즈
대림 시티(Daelim Citi)는 대림오토바이에서 생산하고 있는 모터사이클로 일본 혼다의 슈퍼커브를 베이스로 만들어졌다. 클러치의 조작 없이 기어 변속이 가능한 로터리 방식의 변속기를 사용하고 있기 때문에 시동이 꺼질 염려가 없다. 대한민국의 상용 모터사이클의 대명사로 밥집과 신문지국의 배달직원들이 음식, 신문 배달할 때에 사용되고 있으며, 우체국에서는 집배원들이 우편물을 배달하고 수거할 때에도 사용되고 있다.

## 시티100 (1987년 ~ 2004년)
DH88의 후속모델이다. 초기형 모델에 혼다의 97cc 엔진을 얹었으며, 1990년대 초반부터 혼다와의 라이센스 계약으로 대림자동차에서 제작한 엔진을 얹기 시작했다. 앞바퀴와 뒷바퀴는 모두 드럼 브레이크를 채용했다.
- 대림자동차 홈페이지에는 1988년에 출시하기 시작하여 2004년에 단종된 것으로 되어 있으나, 1987년에 신문광고가 나오기 시작했다.[1]
- 혼다의 엔진을 얹은 초기형 모델에는 정면부에 혼다 엠블렘이 붙어있었고 차체에는 대림혼다(연도에 따라 DMC HONDA, DAELIM HONDA)가 표기된 엠블렘이 붙어었으나, 대림자동차에서 제작한 엔진을 얹으면서 정면부의 혼다 엠블렘과 차체의 대림혼다가 표기된 엠블렘이 삭제되었다. 이후 차체에는 대림(DAELIM)만 표기된 엠블렘이 부착되었다.
- 대림자동차 자체 집계 결과에 따르면, 시티100은 63만 7천대 이상이 판매되어 단일 기종으로 역대 한국산 모터사이클 판매 1위를 기록하였다.

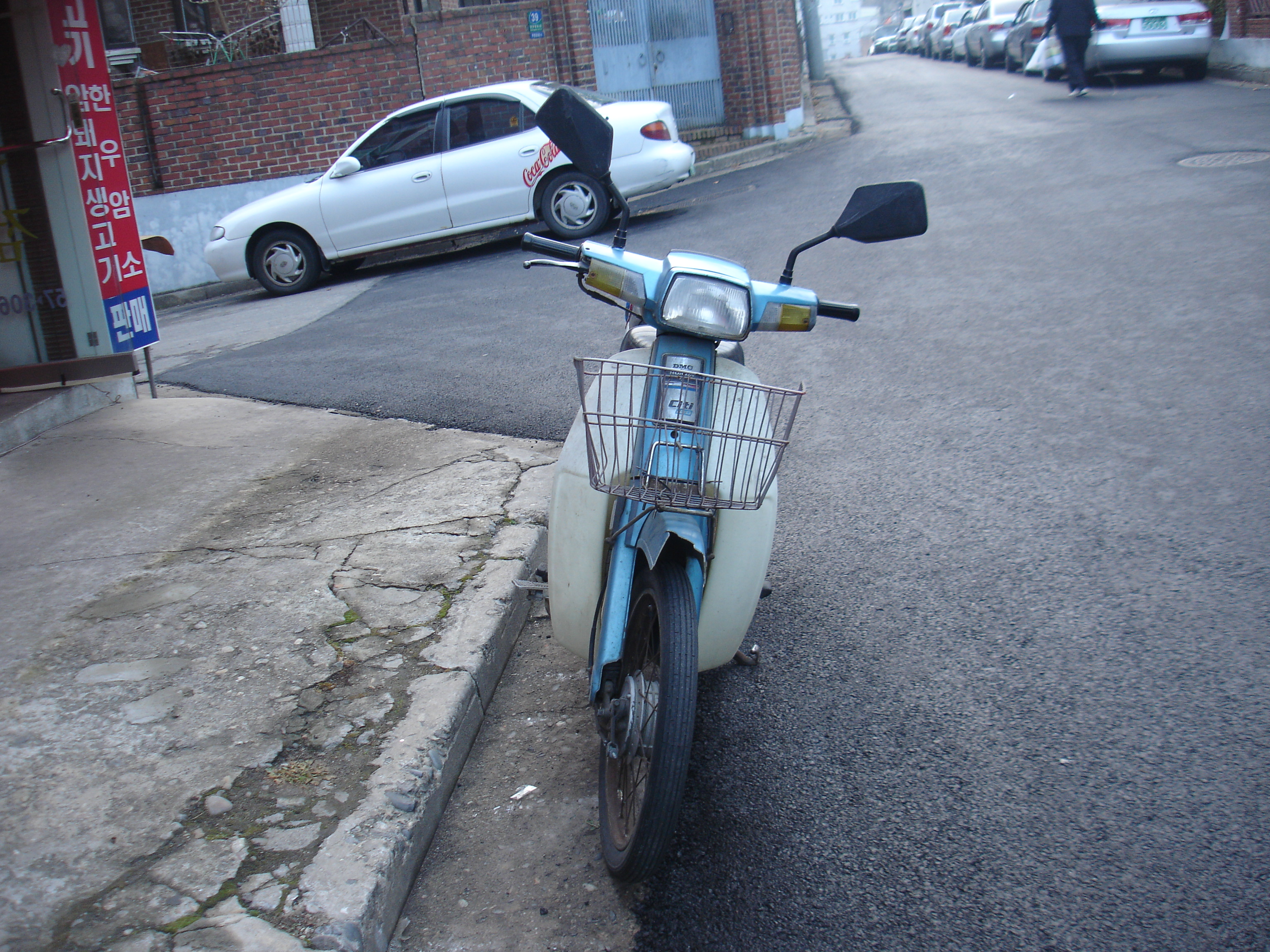
시티100 초기형 (1987년~1990년식) 정면
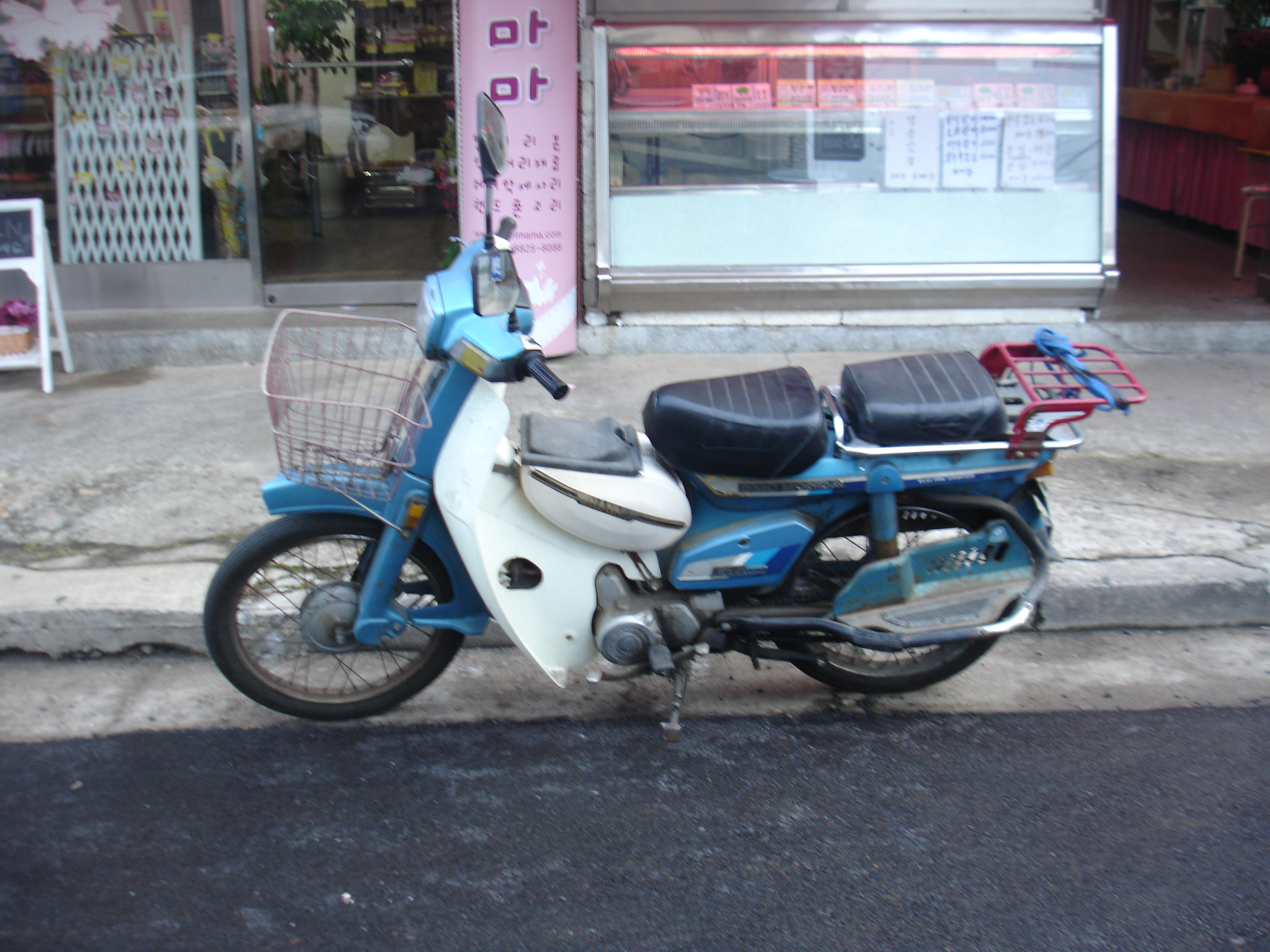
시티100 초기형 (1987년~1990년식) 측면
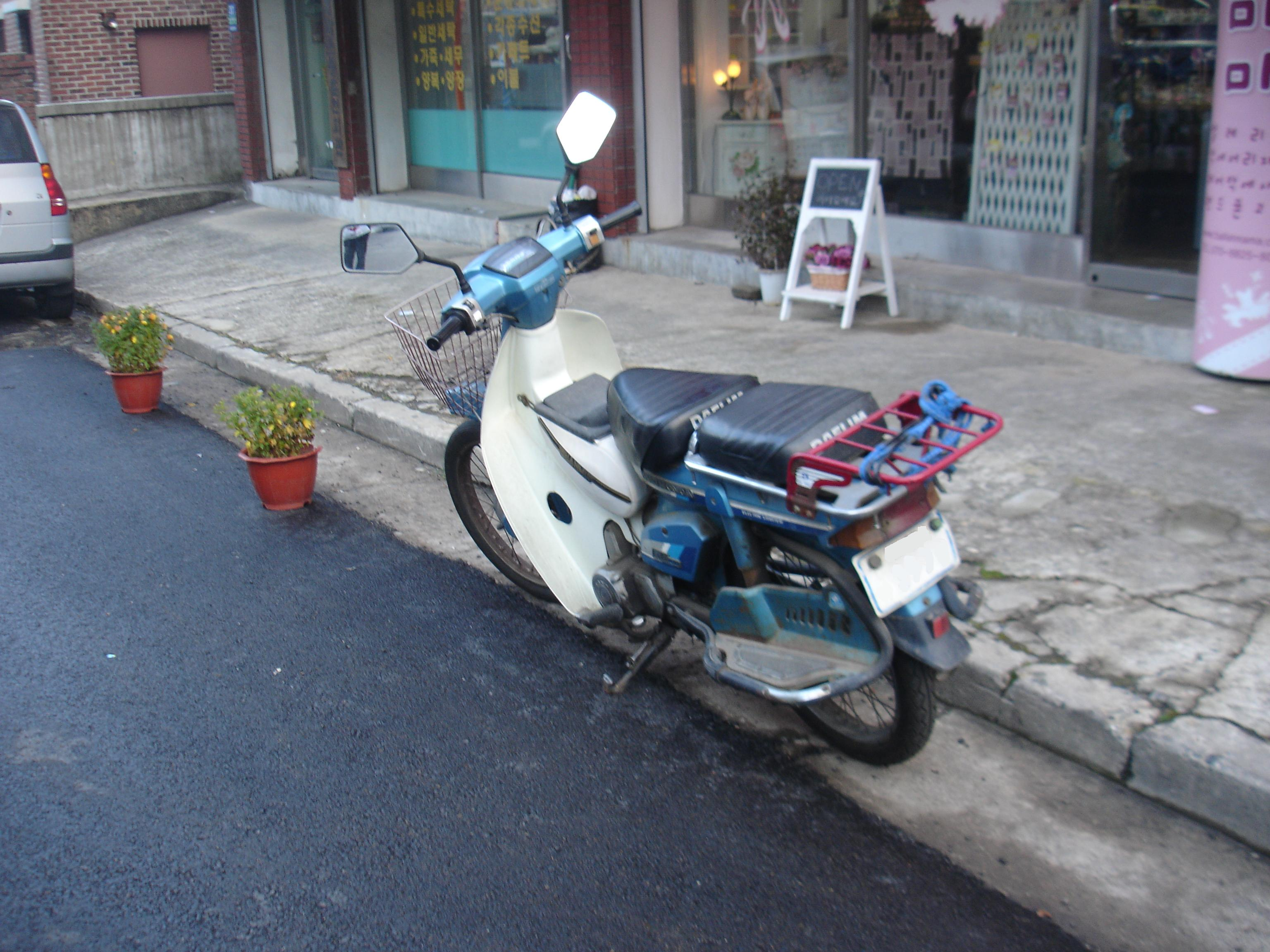
시티100 초기형 (1987년~1990년식) 후면

## 시티 플러스 (1997년 ~ 2003년)
시티100과는 달리 앞바퀴에 디스크 브레이크를 채용한 것이 특징이며, 엔진은 시티100과 동일한 엔진을 얹었다. 출시 당시 스쿠터 분위기의 디자인이 돋보이는 최초의 상용 모델이다. 비즈니스용 모터사이클의 정형화한 디자인을 획기적으로 탈피했으며, 근거리 교통수단뿐만 아니라 레저 스포츠용으로도 손색이 없는 제품으로 소개되었다. 또 신문광고를 통해 오르막에 강한 모터사이클로 소개되기도 했다. 중립으로 시작하여 4단까지 기어변속이 가능하고, 기어를 말해주는 LCD가 눈에 잘 띈다.

## 시티 에이스110 (2002년 ~ 2008년)
최상의 사양으로 구성된 대한민국 최초의 스포츠 비즈니스 모델로 108cc 엔진을 얹었으며, 저가형 모델도 출시를 했다. 저가형 모델은 시티 에이스110 이코노믹(Citi Ace 110 Economic)으로 시티100과 같이 앞바퀴와 뒷바퀴 모두 드럼 브레이크를 채용을 했으며, 차량의 전폭과 전고가 낮은 것이 특징이다.

## 시티 에이스II (2008년 ~ 현재)
시티 에이스110의 후속모델로 디자인이 바뀐 것과 편의성이 향상된 것을 제외하면 스마트키를 채용한 것이 특징이다. 스마트키는 열쇠를 쓰지 않아도 시동이 걸리는 키이다. 집배원들이 우편물 배달에 사용하는 오토바이가 스마트키를 사용한다.
- 시티 에이스110의 저가형과 같이 시티에이스II도 저가형모델을 출시했다. 저가형 모델은 시티 에이스 II 이코노믹(Citi AceII Economic)이다.

| 모델             | 시티 에이스II                   | 시티 에이스II 이코노믹(저가형)  |
| ---------------- | ------------------------------- | ------------------------------- |
| 전장(mm)         | 1,910                           | ←                               |
| 전폭(mm)         | 700                             | 660                             |
| 전고(mm)         | 1,080                           | 1,070                           |
| 축간거리(mm)     | 1,220                           | ←                               |
| 시트고(mm)       | 765                             | ←                               |
| 최저지상고(mm)   | 150                             | ←                               |
| 차량건조중량(kg) | 105                             | ←                               |
| 탑승인원(인)     | 2                               | 1                               |
| 시동방식         | 스타터모터/킥스타터             | ←                               |
| 연료탱크용량(l)  | 4                               | ←                               |
| 엔진형식         | 공랭식 4행정                    | ←                               |
| 변속방법         | 4단 로터리                      | ←                               |
| 배기량(cc)       | 108                             | ←                               |
| 타이어크기       | (전)2.75/16-4PR (후)3.00/16-6PR | (전)2.50/17-38A (후)3.00/17-47P |
| 현가장치         | (전)텔레스코픽 (후)스윙암       | ←                               |
| 브레이크         | (전)유압식디스크 (후)드럼       | (전)드럼 (후)드럼               |

## 사진

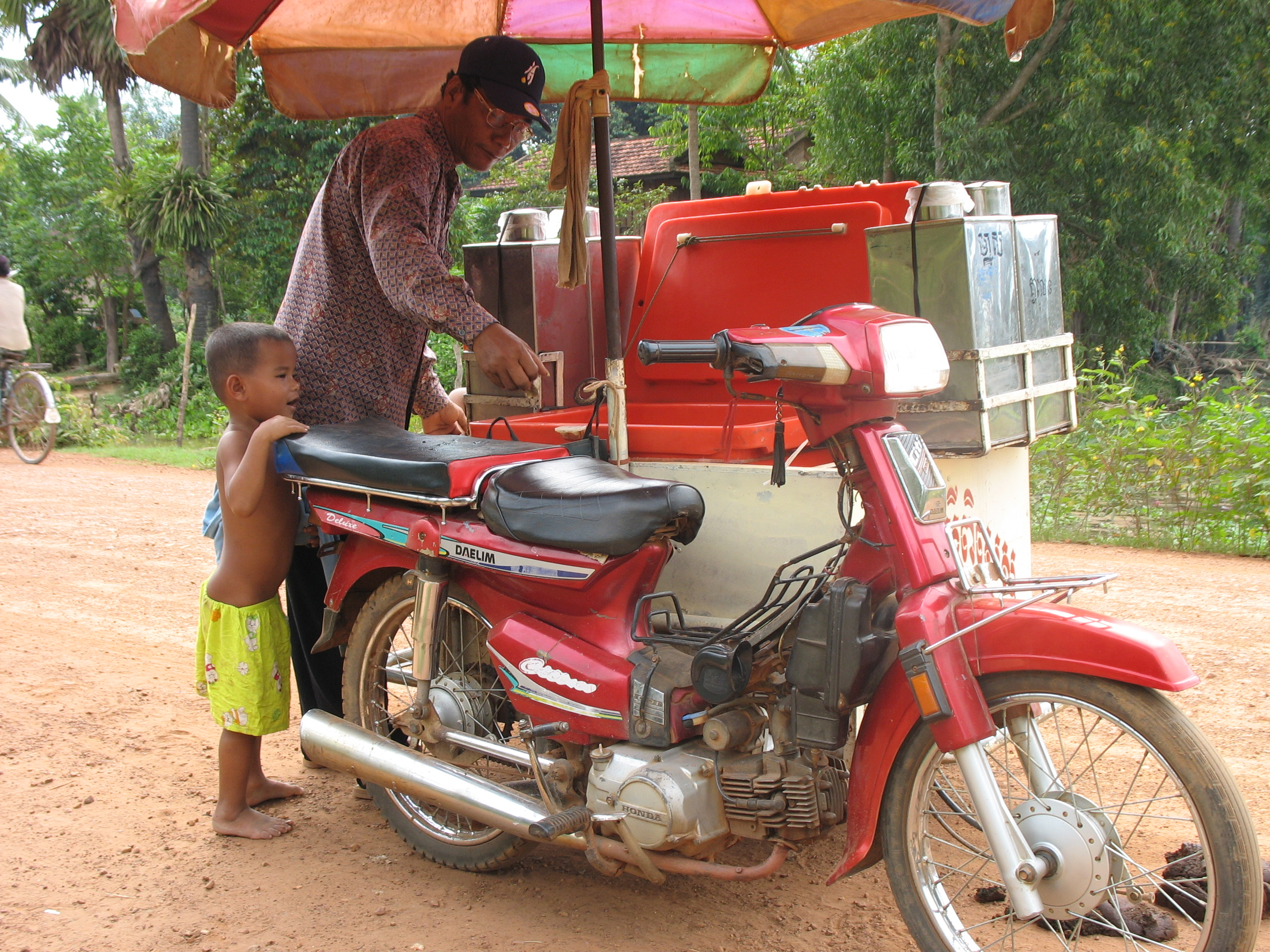
캄보디아의 아이스크림 판매용 시티100